# 용마로지스
용마로지스는 동아쏘시오홀딩스의 물류 전문 회사이며, 1983년에 설립되었다. 주력 사업은 배송과 수송 그리고 재고관리가 있다.
의약품, 화장품 등의 Health & Beauty 분야의 B2C, B2B를 전문으로하는 기업물류 택배 및 창고, 재고관리 회사이다.
동아쏘시오홀딩스의 주력 사업은 연구개발 및 전문의약품을 생산하는 동아에스티, 박카스 등 일반의약품을 생산하는 동아제약이 있다.
그 외 원료의약품을 생산하는 에스티팜과 음료 등을 판매하는 동아오츠카를 운영중이다.

## 연혁
- 1983년 7월 : 용마유통 설립
- 1984년 1월 : 서울 등 11개 지역에 출장소 개설
- 1988년 6월 : 택배, 배송 서비스 개시
- 1991년 10월 : 신갈 물류센터 개설
- 1993년 10월 : 전국물류대회 수송부문 대상수상
- 1994년 9월 : 화물자동차 운송사업 면허취득
- 1995년 9월 : 소화물일관수송업(택배)면허 취득
- 1996년 10월 : 물류 BPR 실시 (동아제약과 공동)
- 1997년 2월 : 택배 정보시스템 개발
- 1999년 11월 : WMS 솔루션 도입
- 2000년 1월 : 택배 분류기 도입
- 2000년 8월 : 화물추적 정보시스템 개발
- 2005년 3월 : 상호를 용마로지스 주식회사로 변경
- 2006년 7월 : 주 40시간 근로제 도입
- 2007년 2월 : 콜센터 오픈
- 2007년 7월 : 안성 물류센터 준공[1]
- 2008년 11월: 11월TMS 솔루션 업그레이드
- 2014년 11월: 김포센터 개소
- 2015년 9월 : 안성 2센터 개소
- 2017년 3월 : 본점을 경기도 김포시로 이전.

## 사업장 현황
- 본점 : 경기도 김포시 고촌읍 아라육로 78, 2동
- 청주영업소 : 충청북도 청주시 흥덕구 진재로110번길 41, 201-1호 (복대동, 복대빌딩)
- 대구영업소 : 대구광역시 달서구 성서공단로 346, 관리동 215호 (월성동, 대구화물터미널)
- 신갈사업소 : 경기도 용인시 기흥구 구갈로 71-25 (신갈동)
- 서울영업소 : 경기도 김포시 고촌읍 아라육로 78, 5동
- 부산영업소 : 부산광역시 강서구 대저로221번길 51-8 (대저1동)
- 호남영업소 : 전북특별자치도 전주시 덕진구 유상로 44, 1층 (팔복동2가)
- 포항영업소 : 경상북도 포항시 남구 해병로109번길 1 (인덕동)
- 동대문사업소 : 서울특별시 동대문구 천호대로14길 18 (용두동)
- 안성 Hub 물류센터 : 경기도 안성시 원곡면 지문리
- 외 20개 3PL 창고, 전국 33개 DC(배송센터)

## 같이 보기
- 동아제약